# Ouaoumana
Ouaoumana  (in arabo واو مانة‎?) è un centro abitato e comune rurale del Marocco situato nella provincia di Khénifra, regione di Béni Mellal-Khénifra. Conta una popolazione di 8 849 abitanti (censimento 2014).